# Томастон (Алабама)
Томастон (енгл. Thomaston) град је у америчкој савезној држави Алабама. По попису становништва из 2010. у њему је живело 417 становника.

## Демографија
Према попису становништва из 2010. у граду је живело 417 становника, што је 34 (8,9%) становника више него 2000. године.
| Група             | 2000.       | 2010.       |
| Белци             | 184 (48,0%) | 183 (43,9%) |
| Афроамериканци    | 192 (50,1%) | 222 (53,2%) |
| Азијати           | 0 (0,0%)    | 2 (0,5%)    |
| Хиспаноамериканци | 9 (2,3%)    | 1 (0,2%)    |
| Укупно            | 383         | 417         |